# Clanis hyperion
Espèce
L'espèce Clanis hyperion regroupe des insectes lépidoptères de la famille des Sphingidae, sous-famille des Sphinginae, de la tribu des Sphingini et du genre Clanis.

## Description
L'espèce est semblable à Clanis titan. L'apex de l'aile antérieure est falciforme. La région pâle centrale s'étend de chaque côté avec une marge ventrale presque droite. Dessous de la partie antérieure sans traînée noire. Jambes rosâtres sans trace de blanc.

## Réparation et habitat
Répartition
L'espèce est connue dans le Yunnan, dans le sud de la Chine, jusqu'au nord de la Thaïlande (Topotype) et au nord-est de l'Inde  (Assam).
Habitat
Forêt humide.

## Systématique
- L'espèce a été décrite par l'entomologiste français Jean-Marie Cadiou et le britannique Ian J. Kitching, en 1990[1].
- Le topotype est Chiang Mai, Mae Taeng, Pamieng Hom Ha, Ban Muang Gai en Thaïlande.

### Liste des sous-espèces
- Clanis hyperion hyperion Cadiou, & Kitching, 1990
- Clanis hyperion bhutana Brechlin, R. 2014[2] endémique du Bhoutan.